# Saque rápido
Saque rápido ("fast draw" ou "quick draw" em inglês), é a capacidade de sacar rapidamente uma arma e disparar com precisão contra um alvo no processo. Essa habilidade se tornou popular por representações romantizadas de pistoleiros do gênero "Western", que por sua vez foram inspiradas por famosos tiroteios históricos no Velho Oeste americano.
Em termos contemporâneos, o saque rápido pode ser visto tanto nos esportes quanto nas práticas militares. A "World Fast Draw Association" (WFDA) é o órgão sancionador internacional do saque rápido. Ao contrário do "Cowboy Action Shooting", o saque rápido é feito com munição de festim especial e/ou balas de cera. Embora algumas competições sejam estritamente contra o relógio, com o tempo mais rápido ganhando, muitas são configuradas como partidas de eliminação simples (chave única, o popular "mata-mata") ou dupla (duas chaves por ranqueamento).

## História
O objetivo do saque rápido como um esporte combativo é sacar rapidamente a pistola e atirar com a maior precisão. O esporte foi inspirado por relatos de duelos e tiroteios que o incorporaram durante o Velho Oeste, como o tiroteio Hickok-Tutt, duelo Short-Courtright, Tiroteio no O.K. Corral, Long Branch Saloon tiroteio e outros, que por sua vez inspiraram os tiroteios vistos nos filmes de faroeste de Hollywood. Os pistoleiros Jim Leavy e Tom Carberry se tornaram famosos por participarem de pelo menos dois duelos rápidos em suas vidas. No caso de Jonathan R. Davis, o empate rápido também é necessário para que um atirador revide em caso de emboscada. Embora muitos pistoleiros tenham sido lembrados de serem perigosos com uma pistola durante a fronteira americana, apenas alguns indivíduos históricos conhecidos foram considerados pelos historiadores como "rápidos", como Wild Bill Hickok, Doc Holliday, John Wesley Hardin, Luke Short, Tom Horn e Billy the Kid.
Embora ao contrário da representação vista nos faroestes, os duelos de saque rápido naquela época eram realizados com a postura de duelo tradicional. Normalmente, os duelos "Western" históricos eram uma forma rudimentar do "código de duelo do sul", um meio altamente formalizado de resolver disputas entre cavalheiros com espadas ou armas que tiveram suas origens na cavalaria europeia. Durante o Velho Oeste, o termo "rápido no saque" não significava necessariamente que uma pessoa é rápida ao sacar uma pistola, na verdade significava que uma pessoa é agressiva e sacaria sua arma a mais leve provocação.
Enquanto a habilidade de sacar uma arma de fogo rapidamente era uma habilidade popular durante a fronteira americana, o saque rápido moderno é inspirado mais em duelos de armas em filmes de faroeste do que em tiroteios históricos. A maioria dos tiroteios que ocorreram no Velho Oeste foram mais espontâneos e devido ao consumo de álcool ou disputas acaloradas. Os duelos, embora também fossem usados para defender a honra, geralmente não eram formalizados e às vezes eram devido ao calor do momento. Nessas circunstâncias, quem consegue sacar, atirar e acertar primeiro o oponente costuma ser o vencedor, mas precisão e calma também eram, e às vezes mais, favorecidas por atiradores de verdade da época.

## Coldres
Nos filmes de faroeste, os cintos das armas dos personagens costumam ser usados na parte de baixo do quadril e na parte externa da coxa, com o coldre cortado ao redor do gatilho e empunhadura da pistola para um empate rápido e suave. Esse tipo de coldre é um anacronismo de Hollywood. Artistas de saque rápido podem ser diferenciados de outros cowboys de filmes porque suas armas geralmente estarão amarradas às coxas. Muito antes dos coldres serem revestidos de aço, eles eram macios e flexíveis para um uso confortável durante todo o dia. Um pistoleiro usaria amarras para evitar que sua pistola prendesse o coldre enquanto sacava. Na maioria das vezes, os pistoleiros apenas escondiam suas pistolas no bolso, o que era mais rápido e prático. Outros pistoleiros usariam plataformas Bridgeport que proporcionavam um saque mais rápido e fácil.

## Esporte
O saque rápido é um dos esportes mais rápidos do mundo. Cada tempo de saque é medido em menos de um segundo, desde o sinal para sacar até quando o cronômetro é interrompido. O recorde atual da "World Fast Draw Association" (WFDA) para a "Open Class Fast Draw" em um evento chamado "Standing Balloons" é de 0,208 segundos - e isso inclui o tempo que leva para reagir, sacar, disparar e estourar um alvo de balão a 2,5 metros de distância. Um competidor de classe mundial pode sacar e disparar um tiro em menos de meio segundo. Dado que o tempo médio de reação humana é de cerca de 0,2 a 0,25 segundos, a rodada termina antes que a maioria das pessoas possa reagir. O tempo de reação dos melhores atiradores de saque rápido é de 0,145 segundos, o que significa que a arma é engatilhada, sacada, apontada (do quadril) e disparada em pouco mais de 0,06 segundos. Para estabelecer um recorde da World Fast Draw Association, um segundo tiro deve ser dado na mesma competição que não seja mais do que 0,30 segundos mais lento que o primeiro; o objetivo é evitar que um tiro que antecipe o sinal de início estabeleça um recorde. Em competições onde dois tiros devem ser disparados, em alvos separados, menos de 0,10 segundos separam os tiros.
Na Classe Aberta, ou competição "tradicional" de saque rápido, os atiradores devem começar com a arma no coldre e as mãos não tocando a arma, ao contrário do esporte mais recente do Cowboy Fast Draw, em que os competidores começam com a mão na arma. Um sinal, geralmente audível e visível, libera o atirador para disparar. Um cronômetro é iniciado quando o sinal é dado. O atirador atira em uma placa de metal (para balas de cera) ou em um balão (para munição de festim). O cronômetro está programado para parar ao som da bala de cera atingindo a placa, ou do balão estourando. Diferentes tipos de partidas usam um ou mais alvos, e o atirador pode atirar de uma posição em pé, enquanto caminha em direção ou se afasta do(s) alvo(s).
O atirador de exibição Bob Munden (1942-2012), proclamado pelo Guinness Book of Records como "o homem mais rápido com uma arma que já viveu", podia sacar, disparar, estourar um alvo de balão com um tiro de festim usando um revólver de ação simples de peso padrão e devolver a arma ao coldre mais rápido do que um piscar de olhos. Em seu DVD "Outrageous Shooting", Munden foi filmado atirando em 0,16 de segundo em um evento chamado Walk and Draw Level.

## Nas forças armadas
O saque rápido também podem ser visto em situações de combate da vida real. É uma habilidade importante que ainda está sendo ensinada e trabalhada nas forças armadas e na polícia. A velocidade de saque é essencial em uma situação de força letal e os soldados são treinados para serem capazes de sacar sua arma e atirar com velocidade e precisão.

## Acidentes
Em junho de 2011, um soldado chamado Sgt. Brent McBride jogou uma partida de saque rápido com seu colega soldado e companheiro de quarto, o sargento Matthew Gallagher. O incidente aconteceu em sua pequena sala parecida com um trailer em Al Kut, Iraque. Durante o jogo, McBride sacou sua pistola e atirou na cabeça de Gallagher à queima-roupa. Sgt. Brent McBride se confessou culpado em uma corte marcial de Fort Hood, Texas, em março de 2012, de homicídio culposo.